# Jungle Run – Das Geheimnis des Dschungelgottes
Jungle Run – Das Geheimnis des Dschungelgottes (Originaltitel Jungle Run) ist ein US-amerikanischer Abenteuerthriller aus dem Jahr 2021 von Noah Luke, der auch für die Kamera verantwortlich war. Produziert wurde der Film von The Asylum.

## Handlung
In Brasilien im Regenwald am Amazonas sucht der Anthropologe Nicholas Kieran nach Schätzen. Unter gerodeten Bäumen, tief vergraben, wird er schon bald fündig. Als er die Statue mit einem auffälligen grünen dreieckigen Relikt freilegt, nimmt ihn einer des Grabungsteams an die Seite und schlägt ihn vor, dass sie das Relikt verkaufen und er 20 % der Erlöse erhält. Während Nicholas das Angebot ablehnt, ertönt ein schrilles Geräusch und kurz darauf spielen Insekten in der Umgebung verrückt und attackieren das Ausgrabungsteam. Wenig später erhalten Nicholas’ Kinder Amanda und Scott die Nachricht, dass ihr Vater als vermisst gilt.
Beide beschließen, sich in den Dschungel zu begeben und nach ihrem Vater zu suchen. Amanda besteigt das Schiff von Kapitän Lebecq und bezahlt ihn für seine Dienste im Voraus. Wenig später gesellt sich eine Frau dazu, die sich als Vera, Verantwortliche für die Ausgrabungen, vorstellt. Nachdem sie eine beträchtliche Summe an den Kapitän zahlt, wird auch sie an Bord Willkommen geheißen. Zu einem ersten Disput kommt es zwischen Amanda und Lebecq, da dieser wegen Drogendealern und Piraten das Amazonasgebiet noch vor Sonnenuntergang erreichen will, Amanda aber verlangt, dass man auf ihren Bruder Scott wartet. Im letzten Moment besteigt Scott das Boot, verliert dabei allerdings sein Handgepäck.
Lebecq, begleitet von Sark und Teese, übernimmt die Gruppenführung, da er sich auch hervorragend im dichten Dschungel auskennt. Sie gehen an Land, wo Vera das Lager des Ausgrabungsteams vermutet, stoßen allerdings lediglich auf eine große Gruppe Pfeilgiftfrösche, die gleich über Lebecq herfallen und sein Bein beißen. Als sie sich in sichererer Entfernung vor den Fröschen retten konnten, bittet der Verletzte darum, dass man sein Bein abtrenne, bevor sich das Gift weiter ausbreitet. Als Sark mit einer Machete das Bein abtrennen will, erscheint ein scheinbar blinder Mann aus dem Wald, der der Gruppe schon länger folgt. Er kann das Bein erfolgreich verarzten und warnt die Gruppe vor dem Curupira, einer indigenen Gottheit, die den Regenwald resolut verteidigt und am Herz des Dschungels haust. Der unbekannte Mann verschwindet daraufhin im Wald.
Zurück an Bord wird besprochen, wie man weiter vorgeht. Amanda und Vera bestehen darauf, dass man aufgrund des bezahlten Geldes den Auftrag erfüllen solle. Daher fahren sie den Fluss weiter in den Amazonas herein. Wenig später wird ihr Boot von einer Horde Piranhas attackiert, die den Motor und die Schiffsschraube beschädigen konnten. Teese, der nach der erfolgreichen Säuberung der Schiffsschraube sie wieder anmontieren möchte, wird dabei von den Piranhas ins Wasser gestoßen und gefressen. Der Rest der Gruppe erreicht im sinkenden Boot gerade noch das Ufer. Sie setzen ihren Weg nun zu Fuß fort und treffen auf einige Orinoko-Krokodile, weswegen sich die Gruppe trennen muss. Amanda und Lebecq erreichen schließlich den Ort der Ausgrabung. Letzterer wird von den Insekten die bereits das Ausgrabungsteam attackierten angegriffen. Er kann sie als 24-Stunden-Ameisen identifizieren und erfolgreich mit Amanda fliehen. Sark und Vera, die sich zwischen Gebüschen versteckt halten, meinen Rufe von Scott zu vernehmen, Sark deutet dies allerdings als Täuschungsversuch des Curupiras.
Währenddessen wird klar, dass Nicholas als einziger des Ausgrabungsteam überlebte und nun in einem Wohnwagen mit dem Relikt haust. Amanda und Lebecq überqueren eine Brücke, als plötzlich vor ihnen eine Gruppe Kannibalen auftauchen. Hinter Amanda und Lebecq taucht Scott in einer Jacke der Menschen auf, die die Wälder roden und daher die Feinde der Ureinwohner sind. Sie werden gefangen genommen und ins Lager gebracht. Dort befinden sich auch Vera und Sark. Kurz bevor Lebecq an einem heiligen Baum dem Curupira geopfert werden soll, fallen vom Baum fast mannshohe Spinnen, die über die Kannibalen herfallen und töten. Im Getümmel kann die Gruppe um Amanda fliehen.
Durch Zeichen am Baum und dem Lager sowie den Hinweisen die ihnen einst der blinde Mann gab, findet sie heraus, dass das Herz des Dschungels der in 2 Kilometer befindliche Wasserfall sein muss. Als sie ihn erreichen, finden sie hinter dem Wasser eine Höhle. Die dort hausenden Riesenschlangen verschlingen mit Ausnahme von Lebecq die Menschen, doch Amanda kann sich erfolgreich aus dem Leib schneiden und bis auf Sark alle anderen befreien.
Draußen am Wasserfall im Dschungeldickicht stoßen sie auf Lebecq, der gerade im Sterben liegt. In der Nähe finden sie schließlich ihren gefesselten Vater. Wenig später erscheint der Curupira, ein großes zweibeiniges Monster mit Flammen auf dem Rücken. Sie zerstören das Relikt, um den Curupira, der scheinbar an das Relikt gebunden ist, zu befreien. Vera will allerdings die Gottheit erschießen, scheitert und wird von einer großen Venusfliegenfalle verschlungen. Die Familie um Nicholas, Amanda und Scott tritt den Heimweg an, während der Curupira seinen Blick über den Amazons senkt.

## Hintergrund
Der Film ist ein Mockbuster zum ebenfalls 2021 erschienenen Abenteuerfilm Jungle Cruise mit Dwayne Johnson und Emily Blunt in den Hauptrollen.
Jungle Run erschien am 25. Juni 2021, einen knappen Monat vor Jungle Cruise in den USA. Am 2. September 2021 startete der Film im deutschsprachigen Videoverleih. Am 13. Dezember 2021 zeigte Tele 5 ihn erstmals im Free-TV.

## Rezeption
„Billiger Action-Trash in Nachahmung von besser budgetierten Großproduktionen.“

„Viele Monster, wenig Hirn: hohler Urwaldtrip.“

Cinema spricht außerdem von „Urwaldunfug vom Billigstudio The Asylum“.
Outnow bezeichnet den Film als „einfältigen Rip-off“. Es wird die „einfache Story mit vielen schlecht animierten Monstern“ bemängelt, auch wird kritisiert, dass der Film fast ausschließlich mit unbekannten Darstellern besetzt wurde. Die schauspielerische Leistung von Richard Grieco, der als „der große Star“ tituliert wird, wird als „lachhaft“ bewertet. Final äußert Outnow, dass „wer ein Herz für grosse Schlangen und zischelnde Spinnen hat“, sich diesen Film gerne anschauen könnte. Des Weiteren wird erwähnt, dass The Asylum nach Meinung des Blattes bereits „schon Übleres produziert“ hätte.
Oliver Armknecht von Film-Rezensionen spricht von „Spezialeffekte aus der Grabbelkiste“. Weiter schreibt er, dass die Dialoge so wirkten, „als hätte man sie einem Kindergarten-Workshop entnommen.“ Außerdem seien die Charaktere eine Katastrophe und „bei der Story sieht es nicht wirklich besser aus.“ Lediglich Hauptdarstellerin Alyson Gorske sticht aus dem Cast positiv hervor und wird als „Hoffnungsschimmer in dieser trüben Angelegenheit“ tituliert und dass sie „mit Eifer dabei“ wäre. Gelobt wird, dass der Film den Zuschauer versuche, mit einer „ökologischen Botschaft“ zu konfrontieren, „was bei dem Setting nicht unsympathisch“ sei.
In der Internet Movie Database hat der Film bei über 450 Stimmenabgaben eine Wertung von 2,7 von 10,0 möglichen Sternen (Stand: 11. Februar 2022).